# نجيبة حيات
نجيبة حيات (من مواليد 1990 أو 1991) هي مصممة أحذية كويتية، وسيدة أعمال، وناشطة اجتماعية.

## النشأة
وُلدت نجيبة حيات في عام 1990 أو 1991 لعائلة كويتية شيعية من أصول إيرانية. تخرّجت من مدرسة البيان ثنائية اللغة في عام 2008، ثم حصلت على درجة البكالوريوس في العلوم السياسية من جامعة ويسليان في عام 2013. في عام 2014، انتقلت إلى إيطاليا لدراسة تصميم أنماط الأحذية التقنية في مدرسة "آرس سوتوريا" التاريخية.

## المسيرة المهنية

### في مجال الموضة
نجيبة هي المؤسسة والمصممة والرئيسة التنفيذية لشركة "ليودميلا" (Liudmila)، وهي علامة تجارية فاخرة للأحذية مقرها في ميلانو، إيطاليا. تأسست الشركة في نوفمبر 2013، وسبق بيع منتجاتها في متاجر فاخرة عالمية مثل براونز (Browns)، فارفيتش (Farfetch)، ومودا أوبيراندي (Moda Operandi). سُميت العلامة تيمنًا بشخصية "ليودميلا روتيلوفا" الروسية من رواية "الشيطان التافه" لفيدور سولوجوب، حيث استوحت نجيبة الاسم من مقرر أدبي درسته في جامعة ويسليان.
تتأثر تصاميمها بالأزياء الفيكتورية، وشخصيات القصص الخيالية، ولوحات الفنان الإيراني محمود فرشجيان.. وفي عام 2017، أطلقت مجموعة بالتعاون مع خبيرة الموضة اليهودية الأمريكية أفيغيل كولينز. كما شاركت في حملة "القلوب السعيدة" من شوبارد عام 2018، وتم تصنيفها ضمن المتأهلات للتصفيات النهائية لمسابقة "صندوق الثقة للأزياء في الوطن العربي" عام 2019. وفي عام 2021، احتلت المرتبة 36 في قائمة "النساء خلف العلامات التجارية في الشرق الأوسط" لمجلة فوربس.

### في مجال النشاط الحقوقي
إلى جانب تصميم الأزياء، استخدمت نجيبة منصاتها على وسائل التواصل الاجتماعي للنشاط في قضايا العدالة الاجتماعية، منتقدة السياسات وانتهاكات حقوق الإنسان. كانت من المؤسِسات لحركة "MeToo" في الكويت، وبرزت خلال احتجاجات حقوق المرأة عام 2021 بعد مقتل فرح أكبر. تعاونت مع أسيا الفراج لإطلاق حملة على كلوب هاوس وإنستغرام تحت وسم "#لن_أسكت" لرفع الوعي حول التحرش والعنف الأسري وجرائم الشرف في الكويت، داعية إلى ارتداء العباءة السوداء كرمز للحداد.
خلال حصار غزة في عام 2023، انتقدت بشدة ممارسات قوات الدفاع الإسرائيلية ضد المدنيين الفلسطينيين، مما أدى إلى تعليق حساب علامتها التجارية على إنستغرام لانتهاكه سياسات المنصة.

## الجدل
في أكتوبر 2023، خلال الحرب على غزة، أفادت وسائل إعلام إسرائيلية أن نجيبة لعبت دورًا مباشرًا في إزالة المصممة الإسرائيلية دوريت بار أور من مواقع تسوق فاخرة مثل ماي تيريزا ونت أ بورتيه وماتشز فاشن، بعد نشر بار أور قصة على إنستغرام تتضمن الأذان في خلفية فيديو مؤيد للجيش الإسرائيلي. وفي نوفمبر 2023، أعادت نت أ بورتيه وماي تيريزا إدراج دوريت بار أور بعد أن اعتذرت وصرّحت بأنها "لم تكن تدرك أن الفيديو يتضمن الأذان في الخلفية ولم تكن تقصد الإساءة لأحد".